# Domnești-Târg
Domnești-Târg – wieś w Rumunii, w okręgu Vrancea, w gminie Pufești. W 2011 roku liczyła 1169
mieszkańców